# سيدي عياد (المغرب)
سيدي عياد هي قرية أمازيغية مغربية وجماعة قروية وسط غربي المغرب. تنتمي سيدي عياد لإقليم ميدلت بجهة درعة تافيلالت. تضم هذه الجماعة القروية 7.424 نسمة (إحصاء 2004).